# ناتشو أزوفرا
ناتشو أزوفرا (بالإسبانية: Nacho Azofra)‏ مواليد 1969 في مدريد، هو لاعب كرة سلة إسباني.

## الفرق
- سي بي إستوديانتس

## روابط خارجية
- ناتشو أزوفرا على موقع الاتحاد الدولي لكرة السلة (الإنجليزية)
- ناتشو أزوفرا على موقع الدوري الأوروبي لكرة السلة (الإنجليزية)
- ناتشو أزوفرا على موقع الدوري الإسباني لكرة السلة (الإسبانية)
- ناتشو أزوفرا على موقع كرة السلة الأوروبية.كوم (الإنجليزية)
- ناتشو أزوفرا على موقع ريلجم (الإنجليزية)
- ناتشو أزوفرا على موقع بروبوليرز (الإنجليزية)
- ناتشو أزوفرا على موقع سبورتس رفرنس (الإنجليزية)